# Stat vasal
Statul vasaleste un stat subordonat unui altuia, dar care își păstrează conducătorul. Statul vasal nu are de obicei dreptul să întrețină relații diplomatice și de negocierea de tratate internaționale, iar relațiile sale externe sunt limitate, dar păstrează controlul asupra afacerilor interne, cu unele limitări, de exemplu să putând să îi fie interzis dreptul să emită monedă proprie. 
Conducătorul statului își păstrează titlul pe care îl avea mai înainte de încheierea tratatului de vasalitate (de exemplu rege). Statul vasal poate face parte din statul suzeran, dar nu participă în nici un fel la administrarea acestuia din urmă. Aceasta este diferența față de un stat membru al unei confederații. 

## Statutul unui stat vasal
Statutul statului vasal a fost fixat oficial prin jurământul pe care l-a depus conducătorul său în fața suzeranului său. În fapt, conducătorul este în primul rând  vasal, nu statul însuși. Printre îndatoririle cele mai importante ale unui stat vasal în raport cu statul suzeran este sprijinul militar. În unele cazuri, statul vasal poate fi obligat să plătească un tribut, dar, în acest caz, statul statului subordonat este mai degrabă cel de stat tributar.
Statutul de stat vasal poate fi unul temporar, de trecere de la statutul de teritoriu dependent la cel de stat independent, de exemplu Principatul Serbiei din Imperiul Otoman. 

## Aplicabilitatea termenului
În general, termenul de stat vasal s-a aplicat în cazul statelor care au existat până în epoca modernă, când conceptul de suveranitate națională nu fusese stabilit în dreptul internațional.  În secolul al XX-lea, un stat aflat în situație similară cu un altul mai puternic a fost cunoscut ca stat marionetă, protectorat, stat clientelar ori stat asociat.

## Exemple de state vasale
- State vasale ale Imperiul Hitit

- - Troia.
  - unele teritorii ale Arzawa.[2]

- State vasale ale Imperiului Rus
  - Hoarda Bukey 1801—1917 .
  - Emiratul Buhara — din 1868.
  - Hanatul Kokand 1868—1876.
  - Hanatul Khiva — din 1873.
- State vasale ale Austro-Ungariei:
  - Principatul Liechtenstein — până la sfârșitul Primului Război Mondial.
- Imperiul Otoman (1299– 1923 ) a controlat mai multe state tributare sau vasale în zona învecinată teritoriului propriu. Vasalitatea a luat o serie de forme, unele dintre state având dreptul să își aleagă proprii lideri. 
  - Principatul Moldovei, Țara Românească
  - Hanatul Crimeii din 1478 până în 1774
  - Principatul Transilvaniei și Republica Ragusa pana in anul 1699
  - Principatul României și Княжество Сербия — până în anul 1878

Principatul Serbiei în perioada 1815-1878
- - Principatul Bulgariei — până în anul 1908.
  - Principatul Samosului în perioada 1832—1912.
  - Hedivatul Egiptului — până în 1914 .